# Homethes
Homethes is een geslacht van kevers uit de familie van de loopkevers (Carabidae). De wetenschappelijke naam van het geslacht is voor het eerst geldig gepubliceerd in 1842 door Newman.

## Soorten
Het geslacht Homethes omvat de volgende soorten:
- Homethes angulatus Blackburn, 1892
- Homethes elegans Newman, 1842
- Homethes gracilis Blackburn, 1892
- Homethes guttifer Germar, 1848
- Homethes marginipennis Macleay, 1871
- Homethes niger Sloane, 1920
- Homethes rotundatus Blackburn, 1892
- Homethes sericeus (Erichson, 1842)
- Homethes velutinus Macleay, 1871